# 88ミニッツ
『88ミニッツ』（エイティーエイト・ミニッツ、原題: 88 Minutes）は、2007年のアメリカ映画。

## ストーリー
シアトルで女性ばかりを狙った連続殺人事件が発生。同じ頃、FBI異常犯罪分析医・ジャックに「お前はあと88分で殺される」との電話が掛かってくる。やがて容疑者と思しき4人の美女の存在が浮上する。

## キャスト
役名、俳優、日本語吹替。
- ジャック・グラム - アル・パチーノ（菅生隆之）
- キム・カミングス - アリシア・ウィット（湯屋敦子）
- シェリー・バーンズ - エイミー・ブレネマン（寺内よりえ）
- ローレン・ダグラス - リーリー・ソビエスキー（甲斐田裕子）
- フランク・パークス - ウィリアム・フォーサイス（松井範雄）
- キャロル・リン・ジョンソン - デボラ・カーラ・アンガー（野沢由香里）
- FBIマクタイア特別捜査官 - ジュリアン・クリストファー（松田健一郎）
- マイク・ステンプ - ベンジャミン・マッケンジー（最上嗣生）
- ジョン・フォースター - ニール・マクドノー（江川央生）
- サラ・ポラード - リーア・ケアンズ（英語版）
- ガイ・ラフォージ - スティーヴン・モイヤー（飯島肇）
- 裁判長 - ダミアン・リーク（佐藤晴男）

その他の日本語吹替 - 芦澤孝臣、井田国男、武田華、加納千秋、東條加那子、宇乃音亜季

## 受賞・ノミネート
- 第29回ゴールデンラズベリー賞
  - ノミネート：最低男優賞 - アル・パチーノ
  - ノミネート：最低助演女優賞 - リーリー・ソビエスキー